# Pallavolo Azzurra Alessano 2015-2016
Questa voce raccoglie le informazioni riguardanti la Pallavolo Azzurra Alessano nelle competizioni ufficiali della stagione 2015-2016.

## Stagione
La stagione 2015-16 è per la Pallavolo Azzurra Alessano, sponsorizzata dall'Aurispa, la seconda consecutiva in Serie A2; come allenatore viene scelto Livio Bramato mentre la rosa è in parte modificare rispetto alla stagione precedente con le conferme di Giuseppe Muccio, Matteo Bolla, Matteo Bisanti e Mirko Torsello. Tra i nuovi acquisti spiccano quelli di Matej Černič, Jani Jeliazkov, Cosimo Piscopo e Adriano Lamb, arrivato a stagione in corso, mentre tra le cessioni quelle di Apostolos Armenakīs, Patrick Schwagler e Donato Musardo.
Il campionato inizia con due sconfitte consecutive: la prima vittoria arriva alla terza giornata, per 3-1, in casa, contro il Junior Volley Civita Castellana; dopo la partita persa contro la Tuscania Volley, la squadra di Alessano vince due gare di seguito, a cui però seguono sei stop consecutivi per ritornare al successo solo all'ultima giornata del girone di andata contro il Club Italia e chiudendo all'undicesimo posto in classifica, non utile per qualificarsi alla Coppa Italia di Serie A2. Anche il girone di ritorno inizia con un insuccesso, seguito dalla vittoria ai danni dell'Argos Volley: nel resto della regular season il club pugliese vincerà altre due partite, una alla ventiduesima giornata contro la Materdomini Volley e una alla venticinquesima giornata contro il Volley Tricolore Reggio Emilia, chiudendo al quattordicesimo e ultimo posto in classifica e di conseguenza fuori dalla zona dei play-off promozione.

## Organigramma societario
Area direttiva
- Presidente: Massimo Venneri
- Vicepresidente: Antonio Stasi
- Consigliere: Paolo Casarano, Ginaluigi Ciardo, Antonio De Carli, Pierandrea Piccinni, Antonio Rizzo
- Segreteria generale: Marcello Sansò
- Responsabile amministrativo: Pierandrea Piccinni

Area organizzativa
- Team manager: Claudio Ciardo
- Direttore sportivo: Claudio Ciardo
- Responsabile settore giovanile: Valerio Melcarne

Area tecnica
- Allenatore: Livio Bramato
- Allenatore in seconda: Luca Bramato
- Scout man: Giuseppe Amoroso, Gabriele Petronelli

Area comunicazione
- Addetto stampa: Claudio Ciardio, Luca Quaranta

Area sanitaria
- Medico: Mauro Alba
- Preparatore atletico: Mauro Negro
- Massofisioterapista: Paolo Cisternino
- Fisiatra: Maria Forcignanò

## Rosa
| N° | Nome              | Ruolo | Data di nascita   | Nazionalità sportiva |
| -- | ----------------- | ----- | ----------------- | -------------------- |
| 1  | Giuseppe Muccio   | C     | 18 marzo 1985     | Italia               |
| 2  | Luca Marzo        | S/O   | 15 gennaio 1994   | Italia               |
| 3  | Matej Černič      | S     | 13 settembre 1978 | Italia               |
| 6  | Lorenzo Piazza    | P     | 3 ottobre 1992    | Italia               |
| 7  | Matteo Bolla      | S     | 5 marzo 1990      | Italia               |
| 8  | Mirko Torsello    | C     | 26 gennaio 1987   | Italia               |
| 9  | Davide Russo      | L     | 9 febbraio 2001   | Italia               |
| 10 | Davide Pellegrino | P     | 24 gennaio 1994   | Italia               |
| 11 | Adriano Lamb      | P     | 19 settembre 1980 | Brasile              |
| 12 | Jani Jeliazkov    | S/O   | 15 settembre 1992 | Bulgaria             |
| 16 | Carmelo Mazza     | S     | 10 ottobre 1980   | Italia               |
| 17 | Matteo Bisanti    | L     | 19 gennaio 1989   | Italia               |
| 18 | Cosimo Piscopo    | C     | 18 luglio 1983    | Italia               |

## Mercato
| Acquisti | Acquisti          | Acquisti             | Acquisti   |
| R.       | Nome              | da                   | Modalità   |
| -------- | ----------------- | -------------------- | ---------- |
| S        | Matej Černič      | Matera Bulls         | definitivo |
| S/O      | Jani Jeliazkov    | Porto Robur Costa    | definitivo |
| P        | Adriano Lamb      | ?                    | definitivo |
| S/O      | Luca Marzo        | Materdomini          | definitivo |
| P        | Davide Pellegrino | Top Volley Latina    | definitivo |
| P        | Lorenzo Piazza    | Olimpia Sant'Antioco | definitivo |
| C        | Cosimo Piscopo    | Molfetta             | definitivo |

| Cessioni | Cessioni            | Cessioni            | Cessioni   |
| R.       | Nome                | a                   | Modalità   |
| -------- | ------------------- | ------------------- | ---------- |
| L        | Antonio Ancora      | ?                   | definitivo |
| O        | Apostolos Armenakīs | Anagennīsī Deryneia | definitivo |
| S        | Diego De Giovanni   | Virtus Tricase      | definitivo |
| S        | Carmelo Mazza       | AVS                 | definitivo |
| C        | Donato Musardo      | Leverano            | definitivo |
| P        | Asclepio Nicolazzo  | ?                   | definitivo |
| P        | Gabriele Parisi     | Cinquefrondi        | definitivo |
| S        | Patrick Schwagler   | Al-Nasr             | definitivo |

## Risultati

### Serie A2

#### Girone di andata
| 1ª giornata - 25 ottobre 2015 Palazzetto dello Sport, Tricase        | Alessano        | 1 - 3 | Libertas Brianza  | 24-26, 19-25, 25-23, 19-25       |
| 2ª giornata - 1º novembre 2015 PalaPolsinelli, Sora                  | Argos           | 3 - 1 | Alessano          | 25-18, 24-26, 25-22, 25-18       |
| 3ª giornata - 6 novembre 2015 Palazzetto dello Sport, Tricase        | Alessano        | 3 - 1 | Civita Castellana | 23-25, 25-18, 25-18, 25-19       |
| 4ª giornata - 15 novembre 2015 Palazzetto dello Sport, Montefiascone | Tuscania        | 3 - 1 | Alessano          | 25-14, 25-20, 12-25, 25-23       |
| 5ª giornata - 22 novembre 2015 Palazzetto dello Sport, Tricase       | Alessano        | 3 - 1 | Mondovì           | 25-23, 12-25, 25-22, 25-18       |
| 6ª giornata - 28 novembre 2015 Palazzetto dello Sport, Tricase       | Alessano        | 3 - 1 | Atlantide Brescia | 26-24, 20-25, 25-22, 28-26       |
| 7ª giornata - 5 dicembre 2015 PalaEstra, Siena                       | Emma Villas     | 3 - 0 | Alessano          | 25-20, 25-17, 25-21              |
| 8ª giornata - 8 dicembre 2015 Palazzetto dello Sport, Tricase        | Alessano        | 1 - 3 | Callipo           | 23-25, 25-23, 21-25, 19-25       |
| 9ª giornata - 13 dicembre 2015 PalaGrotte, Castellana Grotte         | Materdomini     | 3 - 1 | Alessano          | 25-15, 14-25, 25-17, 25-23       |
| 10ª giornata - 16 dicembre 2015 Palazzetto dello Sport, Tricase      | Alessano        | 1 - 3 | Potentino         | 25-19, 25-27, 20-25, 21-25       |
| 11ª giornata - 20 dicembre 2015 Palasport Comunale, Ortona           | Impavida Ortona | 3 - 1 | Alessano          | 25-19, 25-23, 23-25, 25-23       |
| 12ª giornata - 28 dicembre 2015 PalaBigi, Reggio nell'Emilia         | Tricolore       | 3 - 2 | Alessano          | 22-25, 25-16, 22-25, 25-11, 15-6 |
| 13ª giornata - 3 gennaio 2016 Palazzetto dello Sport, Tricase        | Alessano        | 3 - 0 | Club Italia       | 29-27, 25-21, 25-18              |

#### Girone di ritorno
| 14ª giornata - 6 gennaio 2016 PalaParini, Cantù                     | Libertas Brianza  | 3 - 1 | Alessano        | 25-17, 25-12, 22-25, 25-22        |
| 15ª giornata - 10 gennaio 2016 Palazzetto dello Sport, Tricase      | Alessano          | 3 - 1 | Argos           | 25-22, 25-23, 20-25, 25-21        |
| 16ª giornata - 17 gennaio 2016 Palazzetto dello Sport, Monterotondo | Civita Castellana | 3 - 0 | Alessano        | 25-18, 25-22, 25-19               |
| 17ª giornata - 24 gennaio 2016 Palazzetto dello Sport, Tricase      | Alessano          | 2 - 3 | Tuscania        | 22-25, 14-25, 25-17, 25-22, 11-15 |
| 18ª giornata - 31 gennaio 2016 PalaManera, Mondovì                  | Mondovì           | 3 - 0 | Alessano        | 25-13, 25-18, 25-19               |
| 19ª giornata - 14 febbraio 2016 PalaSanFilippo, Brescia             | Atlantide Brescia | 3 - 0 | Alessano        | 27-25, 25-23, 25-21               |
| 20ª giornata - 21 febbraio 2016 Palazzetto dello Sport, Tricase     | Alessano          | 2 - 3 | Emma Villas     | 25-20, 25-21, 20-25, 20-25, 11-15 |
| 21ª giornata - 28 febbraio 2016 PalaValentia, Vibo Valentia         | Callipo           | 3 - 0 | Alessano        | 25-20, 39-37, 25-19               |
| 22ª giornata - 5 marzo 2016 Palazzetto dello Sport, Tricase         | Alessano          | 3 - 2 | Materdomini     | 23-25, 25-20, 25-22, 19-25, 20-18 |
| 23ª giornata - 9 marzo 2016 PalaPrincipi, Potenza Picena            | Potentino         | 3 - 1 | Alessano        | 22-25, 25-20, 25-22, 25-21        |
| 24ª giornata - 13 aprile 2016 Palazzetto dello Sport, Tricase       | Alessano          | 2 - 3 | Impavida Ortona | 16-25, 25-14, 25-20, 24-26, 13-15 |
| 25ª giornata - 20 marzo 2016 Palazzetto dello Sport, Tricase        | Alessano          | 3 - 2 | Tricolore       | 25-22, 22-25, 25-16, 21-25, 19-17 |
| 26ª giornata - 27 marzo 2016 Palazzetto dello Sport, Roma           | Club Italia       | 3 - 0 | Alessano        | 25-20, 25-19, 25-20               |

## Statistiche

### Statistiche di squadra
| Competizione | Punti | In casa | In casa | In casa | In trasferta | In trasferta | In trasferta | Totale | Totale | Totale |
| Competizione | Punti | G       | V       | P       | G            | V            | P            | G      | V      | P      |
| ------------ | ----- | ------- | ------- | ------- | ------------ | ------------ | ------------ | ------ | ------ | ------ |
| Serie A2     | 23    | 13      | 7       | 5       | 13           | 0            | 13           | 26     | 7      | 19     |
| Totale       | -     | 13      | 7       | 5       | 13           | 0            | 13           | 26     | 7      | 19     |

G = partite giocate; V = partite vinte; P = partite perse

### Statistiche dei giocatori
| Giocatore     | Serie A2 | Serie A2 | Serie A2 | Serie A2 | Serie A2 | Totale | Totale | Totale | Totale | Totale |
| Giocatore     | P        | PT       | AV       | MV       | BV       | P      | PT     | AV     | MV     | BV     |
| ------------- | -------- | -------- | -------- | -------- | -------- | ------ | ------ | ------ | ------ | ------ |
| M. Bisanti    | 26       | -        | -        | -        | -        | 26     | -      | -      | -      | -      |
| M. Bolla      | 26       | 280      | 236      | 27       | 17       | 26     | 280    | 236    | 27     | 17     |
| M. Černič     | 25       | 291      | 239      | 22       | 30       | 25     | 291    | 239    | 22     | 30     |
| J. Jeliazkov  | 25       | 456      | 394      | 36       | 26       | 25     | 456    | 394    | 36     | 26     |
| A. Lamb       | 10       | 34       | 24       | 3        | 7        | 10     | 34     | 24     | 3      | 7      |
| L. Marzo      | 17       | 40       | 30       | 9        | 1        | 17     | 40     | 30     | 9      | 1      |
| C. Mazza      | 13       | 15       | 13       | 1        | 1        | 13     | 15     | 13     | 1      | 1      |
| G. Muccio     | 15       | 75       | 47       | 21       | 7        | 15     | 75     | 47     | 21     | 7      |
| D. Pellegrino | 19       | 26       | 5        | 13       | 8        | 19     | 26     | 5      | 13     | 8      |
| L. Piazza     | 22       | 26       | 18       | 4        | 4        | 22     | 26     | 18     | 4      | 4      |
| C. Piscopo    | 24       | 221      | 130      | 75       | 16       | 24     | 221    | 130    | 75     | 16     |
| D. Russo      | 7        | -        | -        | -        | -        | 7      | -      | -      | -      | -      |
| M. Torsello   | 23       | 96       | 70       | 17       | 9        | 23     | 96     | 70     | 17     | 9      |

P = presenze; PT = punti totali; AV = attacchi vincenti; MV = muri vincenti; BV = battute vincenti